# اوروپتین
اوروپتین (به انگلیسی: Europetin) با فرمول شیمیایی C۱۶H۱۲O۸ یک ترکیب شیمیایی با شناسه پاب‌کم ۴۴۲۵۹۶۳۶ است؛ که جرم مولی آن ۳۳۲٫۲۶ g/mol می‌باشد.